# Montesquieu-des-Albères
Montesquieu-des-Albères (in catalano Montesquiu d'Albera) è un comune francese di 1 168 abitanti situato nel dipartimento dei Pirenei Orientali nella regione dell'Occitania.

## Società

### Evoluzione demografica
Abitanti censiti